# Wielowrotnik
Wielowrotnik (ang. multiport element) – wielozaciskowy element układu elektrycznego, którego zaciski wyprowadzone na zewnątrz można pogrupować w pary zwane wrotami.
Właściwości wielowrotników liniowych opisuje się zazwyczaj za pomocą odpowiedniej ilości prądów i napięć na zaciskach elementu, których równania przedstawia się matematycznie z pomocą macierzy. Elementami macierzy są najczęściej immitancje lub transmitancje wielowrotnika. Najczęściej stosowanymi w praktyce przykładami wielowrotników są dwójniki i czwórniki.